# Europsko prvenstvo u košarci – Jugoslavija 1989.
Europsko prvenstvo u košarci 1989. godine je 26. po redu europsko košarkaško prvenstvo za muškarce. 
Natjecanje je održano od 20. do 25. lipnja 1989. godine u Zagrebu, tada u SFR Jugoslaviji. Zlatnu medalju je osvojila Jugoslavija, srebrnu Grčka, dok je brončanu medalju osvojio Sovjetski Savez. Jugoslavenski reprezentativac Dražen Petrović bio je najkorisniji igrač turnira (MVP), a najbolji strijelac je bio grčki reprezentativac Nikos Galis s prosječno 35,6 poena po utakmici.